# NGC 5631
NGC 5631 (другие обозначения — UGC 9261, MCG 10-21-2, ZWG 296.5, PGC 51564) — линзообразная галактика (S0) в созвездии Большая Медведица.
Этот объект входит в число перечисленных в оригинальной редакции «Нового общего каталога».